# Mormodes cucumerina
Mormodes cucumerina är en orkidéart som beskrevs av Guido Frederico João Pabst. Mormodes cucumerina ingår i släktet Mormodes och familjen orkidéer. Inga underarter finns listade i Catalogue of Life.